# Haagweg-Zuid
Haagweg-Zuid, ook wel Haagwegkwartier-Zuid, is het eerste grootschalige plan van de naoorlogse wederopbouw in Leiden-Zuidwest (Bos- en Gasthuisdistrict), in de Nederlandse stad Leiden, dat is gerealiseerd. In 1949 is begonnen met de bouw van 495 woningen in Haagweg-Zuid naar ontwerp van het bureau 'Verhagen-Kuiper-Gouwetor-de Ranitz', dit is in 1952 voltooid. In het plan is de zogenoemde stempelstructuur in de buurtplattegrond te herkennen, kenmerkend voor plannen uit de wederopbouwperiode.
De westgrens van de wijk wordt gevormd door de Churchilllaan, de zuidgrens door de Vijf Meilaan en de oostgrens is de spoorlijn van Leiden naar Alphen aan den Rijn. Aan de noordzijde ligt de buurt Haagweg-Noord.